# Irène Hillel-Erlanger
Irène Hillel-Erlanger, aussi connue sous le pseudonyme Claude Lorrey, née le 30 juin 1878 à Paris où elle est morte le 21 mars 1920, est une autrice dadaiste et scénariste française et mère de Philippe Erlanger, créateur du Festival de Cannes.

## Biographie
Berthe Rebecca Alice Irène Hillel-Manoach naît le 30 juin 1878 à Paris.

### Scénariste
En 1916, Irène Hillel-Erlanger fonde avec la réalisatrice Germaine Dulac une maison de production, la « DH Films ». Elle est considérée comme une des premières artistes à avoir créé la cinégraphie de la page, à la même période que les constructivistes russes. Elle travaille sur des poèmes visuels et scénarios, des intertitres, etc.
Elle épouse le compositeur Camille Erlanger. Leur fils Philippe Erlanger est le fondateur du Festival de Cannes.

### Salonnière
Irène Hillel-Erlanger appartient au milieu surréaliste dadaiste parisien aux côtés d'Apollinaire, de Modigliani, Tristan Tzara, Jean Cocteau, le druide et alchismiste André Savoret, Claude Cahun, Marie de La Hire et Valentine de Saint-Point. Elle tient un salon où viennent Valery Larbaud, Paul Valéry, Saint-John Perse, Anna de Noailles, Léon-Paul Fargue et Raymond Roussel. Elle fréquente le Cercle interallié, assiste à l'inauguration du théâtre des Champs-Elysées avec le musicien Paul Dukas, le peintre Maurice Denis et l'Aga Khan.
Elle aurait inspiré le Con d'Irène à Louis Aragon.
Elle écrit de la poésie et des romans sous le nom de Claude Lorrey.
En 1919, elle publie Voyage en kaléidoscope, un livre ésotérique et dadaïste. Le livre est réédité et redécouvert en 1977 par les éditions de la Tourbe. Elle applique la pensée cubiste au roman en en faisant un roman à clés, court et suivant la démarche dada et hermétique. Elle s'inspire d'Eugène Canseliet et de son maître ésotérique Fulcanelli.
Elle décède le 21 mars 1920 à Paris à l'âge de 42 ans. Eugène Canseliet essaie alors de faire disparaître son livre Voyage en kaléïdoscope par vengeance ésotérique.

## Œuvres
- 1909 : Claude Lorrey, Deux poèmes : Ode à la douleur, Pan et Psyché, impr. E. Verbeke
- 1909 : Claude Lorrey, Poésies, suivies de diverses adaptations de Shakespeare, Marlowe, Keats, Shelley, impr. E. Verbeke
- 1909 : Claude Lorrey, Sonnet, mise en musique par Camille Erlanger
- 1910 : Claude Lorrey, Stances, sonnets et chansons. Les Amantes. "In solitudine cordis". Impressions et paysages. Feuilles. Airs et arabesques, éd. B. Grasset
- 1913 : Claude Lorrey, Trois chansons. Poésies (1 voix et piano)
- 1913 : La Chasse au bonheur[1], 4e édition, E. Figuière
- 1919 : Voyages en kaléidoscope, Paris, Éditions Georges Crès et Cie, 1919    (Wikisource)[3]

## Filmographie

### Scénariste
- 1915 : Les Sœurs ennemies de Germaine Dulac
- 1917 : Venus Victrix de Germaine Dulac
- 1921 : La Belle Dame sans merci de Germaine Dulac
- 1927 : L'invitation au voyage de Germaine Dulac